# 大通回族トゥ族自治県
大通回族トゥ族自治県（だいとう-かいぞく-トゥぞく-じちけん）は中華人民共和国青海省西寧市に位置する回族とトゥ族の自治県。

## 行政区画
- 鎮:橋頭鎮、城関鎮、塔爾鎮、東峡鎮、黄家寨鎮、長寧鎮、景陽鎮、多林鎮、新荘鎮
- 郷:青林郷、青山郷、遜譲郷、極楽郷、石山郷、宝庫郷、斜溝郷、良教郷、樺林郷
- 民族郷:向化チベット族郷、朔北チベット族郷

## 主な出来事
- 2022年8月 - 集中豪雨により鉄砲水（土石流）が発生。集落を襲い死亡・行方不明者31人[1]。